# Wrapped Up
«Wrapped Up» —en español: «Envuelto»— es una canción de género pop interpretada por el cantante y compositor británico Olly Murs en colaboración del estadounidense Travie McCoy. Compuesta por ambos intérpretes con ayuda de Claude Kelly y Steve Robson, además de ser producida por este último, fue lanzada por Epic Records el 3 de octubre de 2014 como sencillo líder del cuarto álbum de estudio de Murs, Never Been Better (2014).
«Wrapped Up» consiguió alcanzar las posiciones número tres en el Reino Unido y quince en Australia, además de ser certificado con discos de oro. Para promocionar el sencillo, Murs lanzó un videoclip el 28 de octubre de 2014 dirigido por Jonathan Lia. Además, la interpretó en vivo en la versión australiana y la británica de The X Factor.

## Antecedentes y composición
El 30 de septiembre de 2014, Murs reveló que su álbum se llamaría Never Been Better y su sencillo líder «Wrapped Up», el cual sería lanzado la semana siguiente. En una entrevista con Billboard en noviembre de 2014, Murs explicó que había estado componiendo distintas canciones junto a Travie McCoy pero ninguna le había parecido lo suficientemente buena. Añadió que le sugirió al cantante realizar una canción disco con un ambiente fresco inspirado en canciones antiguas. Inicialmente, no había sido planeada para ser un primer sencillo, pero tras terminarla, quedaron convencidos de que podría ser un gran éxito. Respecto a ello, comentó que buscaba lanzar una canción que lo «identificara como persona», y «Wrapped Up» era perfecta ya que es «divertida, feliz y descarada». Siguió: «Cuando comienzas a componer una canción, nunca sabes si va a ser sencillo. Nunca sabes si serás tú quien la escoja. Considero que la canción es un éxito, pero cuando la estás escribiendo, nunca lo sabrás hasta que la termines. Simplemente me parecía una canción que iba con mi personalidad y mis seguidores la amarían, y es de esperar que al resto de las personas también».
«Wrapped Up» es una canción pop compuesta por Murs y Travie McCoy con ayuda de Claude Kelly y Steve Robson; este último además, se encargó de producirla. De acuerdo con el sitio Musicnotes, la canción tiene un tempo allegro de 120 pulsaciones por minuto y está escrita en la tonalidad do mayor. El registro vocal de Murs se extiende desde la nota sol♯4 hasta la♯5. Estrenó el 3 de octubre de 2014 en Capital FM y ese mismo día en YouTube tras la publicación de un vídeo lírico subido por Murs. Su lanzamiento digital en iTunes no se dio sino hasta el 22 de octubre en el Reino Unido. El sencillo se lanzó radialmente el 27 de enero de 2015 en los Estados Unidos y Canadá.

## Recepción y promoción
Mundialmente, «Wrapped Up» contó con una recepción comercial moderada. En Oceanía, el sencillo consiguió alcanzar la posición número quince en Australia y ser certificado como disco de oro tras vender 35 000 copias; sin embargo, no consiguió ingresar al conteo semanal de Nueva Zelanda. En Europa, llegó a las casillas siete, once, dieciocho y veintiuno en las listas de éxitos de Irlanda, Alemania, Suiza y Austria, respectivamente. En Finlandia ubicó el puesto dieciséis, mientras que en España el dieciocho. En los Países Bajos y Suecia ingresó a los veinticinco primeros y fue certificado con el disco de platino en ambos. En el Reino Unido debutó como número tres durante la semana del 29 de noviembre de 2014 y en un par de semanas obtendría su certificado de oro por parte de la British Phonographic Industry tras vender 300 000 copias.
Para estrenar la canción, Murs publicó un vídeo lírico el 3 de octubre de 2014 en su cuenta de VEVO en YouTube. El 20 del mismo mes la interpretó en vivo por primera vez en The X Factor (Australia) y al día siguiente en el programa matutino del mismo país, Sunrise. Su videoclip oficial, dirigido por Jonathan Lia, estrenó el 28 aún de octubre en la cuenta de VEVO de Murs en YouTube. En él se ve al cantante y a un grupo de bailarines desplazándose y bailando a través de distintos planos. El director explicó que quiso crear un vídeo movido para la canción debido a la energía que esta tiene y, además, añadir ilusiones ópticas y trucos para entretener al espectador. El 16 de noviembre, la interpretó en The X Factor.

## Posicionamiento en listas

### Semanales
| Alemania       | German Singles Chart     | 11 |
| Australia      | Australian Singles Chart | 15 |
| Austria        | Austrian Singles Chart   | 21 |
| Croacia        | ARC Top 40               | 10 |
| Dinamarca      | Danish Singles Chart     | 18 |
| Escocia        | Scottish Singles Chart   | 2  |
| Eslovaquia     | Radio Top 100 Chart      | 23 |
| España         | Top 50 Canciones         | 18 |
| Estados Unidos | Pop Songs                | 40 |
| Finlandia      | Finnish Singles Chart    | 16 |
| Irlanda        | Irish Singles Chart      | 7  |
| Japón          | Japan Hot 100            | 8  |
| Países Bajos   | Single Top 100           | 22 |
| Reino Unido    | UK Singles Chart         | 3  |
| Suecia         | Swedish Singles Chart    | 21 |
| Suiza          | Swiss Singles Chart      | 18 |

### Certificaciones
| País         | Organismo certificador | Certificación | Unidades certificadas | Ref.   |
| ------------ | ---------------------- | ------------- | --------------------- | ------ |
| Australia    | ARIA                   | Oro           | 35 000                | [ 4 ]  |
| Dinamarca    | IFPI — Dinamarca       | Oro           | 30 000                | [ 31 ] |
| Países Bajos | NVPI                   | Platino       | 40 000                | [ 17 ] |
| Reino Unido  | BPI                    | Platino       | 600 000               | [ 3 ]  |
| Suecia       | GLF                    | Platino       | 40 000                | [ 18 ] |